# Anne C. Voorhoeve
Anne C. (Charlotte) Voorhoeve (Bad Ems, 19 december 1963) is een Duitse (scenario)schrijfster.

## Opleiding en werkzaamheden
Voorhoeve studeerde politieke wetenschappen, amerikanistiek en geschiedenis, met als specialisatie de oudheid, in Mainz. Aansluitend werkte ze een jaar als assistent aan de University of Maryland waar ze tevens op vrijwillige basis redactiewerkzaamheden verrichtte voor een medisch vaktijdschrift. Hierna vestigde ze zich als zelfstandig redacteur en beoordelaar voor manuscripten en begon ze met het zelf schrijven van scenario's en proza.

## Publicaties en thematiek
Haar eerste werk was het script Lilly Marlene. In 2002 werd dit door de MDR en ARTE verfilmd. Twee jaar later herschreef Voorhoeve haar scenario tot een roman die in 2004 verscheen en in 2006 herdrukt werd.
Voorhoeve pakt in haar boeken historische thema's op: in Lilly Marlene schrijft ze over de DDR. De geschiedenis speelt in 1988, maar haar voorstelling van de levensomstandigheden en de politieke verhoudingen is op enige uitzonderingen na ook vanaf 1961 geldig voor de DDR.
Haar volgende twee werken spelen in een tijd af die Voorhoeve niet zelf beleefd heeft. De roman Liverpool Street beschrijft de belevenissen van een elfjarig Joods meisje uit Berlijn, dat kort voor de oorlog met een kindertransport uit nazi-Duitsland naar Londen komt en daar zeven jaar later voor een zeer belangrijke beslissing te staan komt. In het werk 21 Juli verwerkt Voorhoeve de aanslag op Hitler in 1944.

## Personalia
Voorhoeve woont in Berlijn.

## Werken
- Lilly Marlene (2004) (Lilly unter den Linden)
LesePeter Oktober 2004
Bronzener Lufti in der 8. Preisrunde
Auswahlliste Deutscher Jugendliteraturpreis 2005
- Liverpool Street (2007)
Buxtehuder Bulle 2007
Empfehlungsliste Evangelischer Buchpreis 2008
- 21 juli (2008) (Einundzwanzigster Juli)
LesePeter Juni 2009
Empfehlungsliste Friedrich-Gerstäcker-Preis 2009
- Unterland (2011)
- Nanking Road (2013)

- Bibliothèque nationale de France: cb162195828 (data)
- Catàleg d'autoritats de noms i títols de Catalunya: 981058511029706706
- Gemeinsame Normdatei: 129191469
- International Standard Name Identifier: 0000 0000 8172 5345
- Library of Congress Control Number: n2006003285
- MusicBrainz: e647bcad-448b-4c93-aea3-8d82f0ad4410
- Nationale Bibliotheek van Tsjechië: ola2010548398
- Nationale Bibliotheek van Israël: 987007510928105171
- Nederlandse Thesaurus van Auteursnamen: 32652780X
- Système universitaire de documentation: 114357153
- Virtual International Authority File: 107480290
- WorldCat: E39PBJwtqPwv94thwgmxr3wHmd